# Brácsás
Brácsás az az ember, aki brácsán játszik. Elfogadottak a brácsista és a mélyhegedűs elnevezések is.

## Híres brácsások

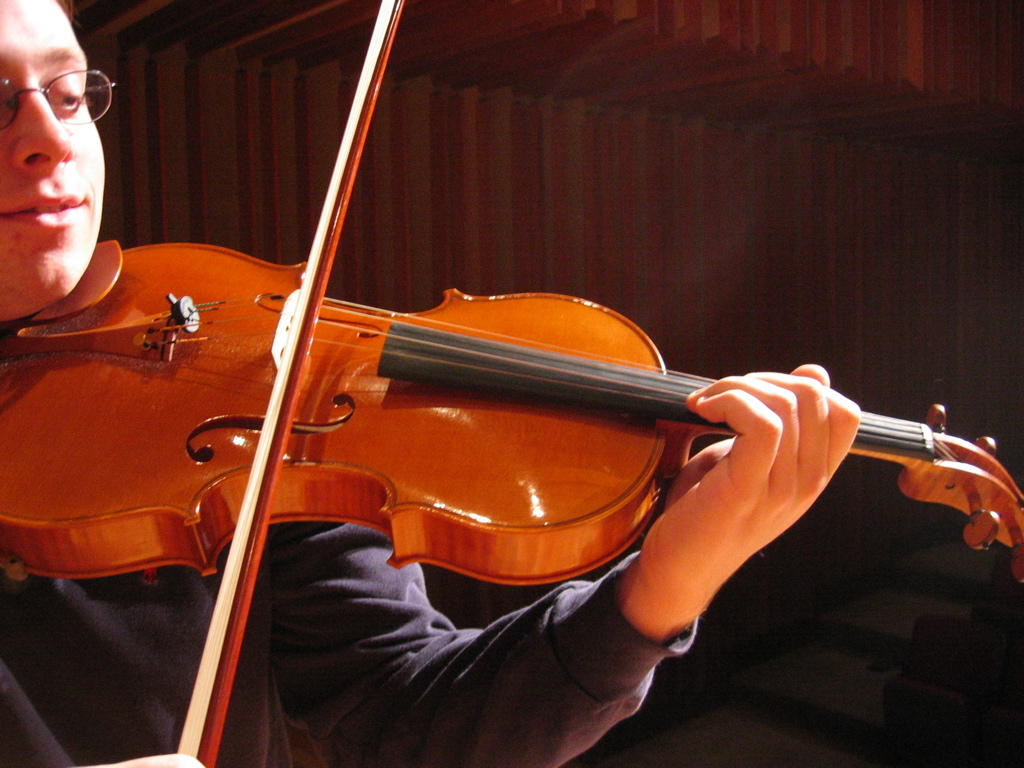
Brácsajátékos

- Jurij Abramovics Basmet
- John Cale
- Rebecca Clarke (zeneszerző is)
- Paul Hindemith (zeneszerző is)
- Imai Nobuko
- Kim Kashkashian
- Yehudi Menuhin (főként hegedűs)
- Marco Misciagna
- Lawrence Power
- William Primrose
- Lionel Tertis
- Pinchas Zukerman (hegedűs is)
- Alan Kovacs
- Cynthia Phelps
- Paul Doktor

## Magyar brácsaművészek
- Behán Pál
- Bársony László
- Bársony Péter
- Botos Veronika
- Deseő Csaba (hegedűs is)
- Erdélyi Csaba
- Gábor Ferenc (karmester is)
- Kokas Katalin (hegedűs is)
- Konrád György
- Koromzay Dénes
- Kunos Tamás
- Lukács Pál
- Lukács Péter
- Máté Győző
- Murin Jaroszláv
- Nagy Vidor
- Pártos Ödön
- Szűcs Máté